# Ihsahn
Ihsahn (nascido em Notodden, 10 de outubro de 1975 como Vegard Sverre Tveitan) é um compositor, tecladista, guitarrista e vocalista norueguês. Ele é mais conhecido pelo seu trabalho com a banda de black metal Emperor. Ele tocou com o Thou Shalt Suffer até 4 de março de 2006, com o Peccatum junto com sua esposa Ihriel (pseudônimo de Heidi S. Tveitan), que é irmã do tecladista e vocalista da banda Leprous, que já foi a banda de apoio de Ihsahn e hoje segue carreira independente do músico, embora ele ainda faça algumas colaborações, tendo inclusive produzido o álbum Coal (2013). Atualmente dedica-se à sua carreira solo. Em suas primeiras aparições, ele utilizou o pseudônimo Ygg. Ele atualmente é patrocinado pela Ibanez e pela Line 6. Em 2024, a Loudwire elegeu seu primeiro disco solo The Adversary como um dos 11 melhores álbuns de estreia de metal progressivo.

## Discografia
Emperor
- 1994 - In the Nightside Eclipse
- 1997 - Anthems to the Welkin at Dusk
- 1999 - IX Equilibrium
- 2001 - Prometheus: The Discipline of Fire & Demise

Solo
- 2006 - The Adversary
- 2008 - angL
- 2010 - After
- 2012 - Eremita
- 2013 - Das Seelenbrechen
- 2016 - Arktis
- 2018 - Àmr
- 2024 - Ihsahn

Thou Shalt Suffer
- 2000 - Somnium

Hardingrock
- 2007 - Grimen

Peccatum
- 1999 - Strangling from Within
- 2000 - Amor Fati
- 2004 - Lost in Reverie